# Scott James Remnant
Scott James Remnant (18 de juliol de 1980) és un desenvolupador de programari lliure que treballa per l'empresa Canonical Ltd com a desenvolupador de la distribució de GNU/Linux Ubuntu. També és membre de la taula directiva d'aquesta distribució.
Scott és conegut, sobretot, per ser l'autor del nou dimoni Upstart i del popular lector de feeds Planet. A més de per Ubuntu, Scott ha treballat durant molt temps per Debian, on es va ocupar de libtool, del sistema dpkg i d'altres paquets importants. El 2006 Scott va abandonar el seu treball a Debian. Scott també ha col·laborat amb el projecte GNU ocupant-se de libtool.